# Pérez Burrull
Pérez Burrull (Cantabria, 1965. szeptember 15.)  spanyol nemzetközi labdarúgó-játékvezető. Polgári foglalkozása:  üzletkötő. Teljes neve: Alfonso Pérez Burrull.

## Pályafutása

### Nemzeti játékvezetés
1997-ben lett hazája legfelső szintű labdarúgó-bajnokságának játékvezetője. Az aktív nemzeti játékvezetéstől 2010-ben a FIFA 45 éves korhatárának betöltésével vonult vissza. Első ligás mérkőzéseinek száma: 221.

### Nemzetközi játékvezetés
A Spanyol labdarúgó-szövetség Játékvezető Bizottsága (JB) 2002-ben terjesztette fel nemzetközi játékvezetőnek, a Nemzetközi Labdarúgó-szövetség (FIFA) bíróinak keretébe. Több nemzetek közötti válogatott és klubmérkőzést vezetett. Az Európai Labdarúgó-szövetség  (UEFA) JB besorolása szerint a 3. osztály játékvezetője. Az aktív nemzetközi játékvezetéstől 2010-ben a FIFA 45 éves korhatárának betöltésével vonult vissza.

## Magyar vonatkozás
2004-ben a Németországban rendezett U21-es labdarúgó-Európa-bajnokságra, az előselejtezők során az UEFA JB bíróként alkalmazta.
| Időpont             | Helyszín               | Mérkőzés típusa           | Mérkőzés                | Eredmény |
| ------------------- | ---------------------- | ------------------------- | ----------------------- | -------- |
| 2003. szeptember 9. | Központi Stadion, Riga | előselejtező (4. csoport) | Lettország–Magyarország | 2 : 0    |